# Yves Rénier

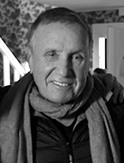
Yves Rénier (2016)

Yves Rénier (* 29. September 1942 in Bern, Schweiz; † 23. April 2021 in Neuilly-sur-Seine) war ein französischer Schauspieler.

## Leben und Werk
Rénier war der Sohn des Dramatikers und Drehbuchautors Max Régnier (1905–1993). Sein Filmdebüt gab Yves Rénier 1961 in Der Graf von Monte Christo als Albert de Morcerf. Nach dieser Rolle spielte er oft den schönen Verführer mit brutalem Charme. Er ließ zwanzigjährig als Christian in André Hunebelles Vorsicht, meine Damen (1962) in Konkurrenz zum Heiratsschwindler Paul Meurisse die Herzen der betagten Damen Michèle Morgan und Danielle Darrieux höher schlagen.
Seine bekannteste Rolle spielte Yves Rénier als Kommissar Moulin, den er ab 1976 bis 2006 in der gleichnamigen Fernsehserie spielte. Insgesamt wurden 70 Folgen in Spielfilmlänge mit Rénier in der Rolle eines unkonventionell agierenden Kommissars gedreht. Bereits zuvor hatte Rénier mehrere Fernsehrollen gespielt: In der Mini-Serie Belphégor oder das Geheimnis des Louvre spielte er 1965 neben Christine Delaroche die Hauptfigur des André Bellegarde. Auch im deutschsprachigen Raum ausgestrahlt wurde die französische Fernsehserie Die Globetrotter (Les Globe-Trotters) (1966–1969) bekannt, in der er und Edward Meeks befreundete Weltenbummler spielten.
Neben der Fernseharbeit war er immer wieder im Kino zu sehen. Pierre Granier-Deferre gab ihm 1967 eine Hauptrolle neben Jacques Perrin und Eva Renzi in Die Zeit der Kirschen ist vorbei. Nach seinem Debüt als Kommissar Moulin war er immer wieder in Kinofilmen wie Diane Kurys’ Die kleinen Pariserinnen (1977), Roman Polańskis Frantic (1988) und Jean-Marie Poirés Die Schutzengel (1995) zu sehen. 2001 agierte er in Absolument fabuleux, der französischen Kino-Version von Absolutely Fabulous neben Nathalie Baye und Josiane Balasko in der Rolle des Alain. 2005 war er in der Serie Dolmen – Das Sakrileg der Steine zu sehen. Nach dem Ende von Kommissar Moulin wirkte er bis in sein Todesjahr noch an verschiedenen Film- und Fernsehproduktionen mit.
Bei seiner Teilnahme an der Rallye Dakar 1980 belegte er auf einem Toyota Land Cruiser BJ den 17. Platz in der Automobil-Wertung.
Der Schauspieler war Vater von vier Kindern. Im April 2021 starb er im Alter von 78 Jahren in seinem Haus an einem Herzinfarkt.

## Filmografie (Auswahl)
- 1961: Der Graf von Monte Christo (Le comte de Monte Cristo)
- 1963: Die Jungfrauen (Les vierges)
- 1963: Vorsicht, meine Damen! (Méfiez-vous, mesdames)
- 1965: Belphégor oder das Geheimnis des Louvre (Belphégor, Fernseh-Miniserie)
- 1966: Verlorene Illusionen (Illusions perdues, Fernseh-Miniserie)
- 1966–1969: Die Globetrotter (Les Globe-trotters; Fernsehserie, 39 Folgen)
- 1967: Die Zeit der Kirschen ist vorbei (Le grand dadais)
- 1973: George qui?
- 1976–2007: Kommissar Moulin (Commissaire Moulin; Fernsehserie, 70 Folgen)
- 1977: Die kleinen Pariserinnen (Diabolo menthe)
- 1982: Der Chef (Commissaire Moulin: Le patron)
- 1988: Frantic
- 1991: Dem Leben sei Dank (Merci la vie)
- 1995: Die Schutzengel (Les anges gardiens)
- 1999: In den Fußstapfen meines Vaters (Je règle mon pas sur le pas de mon père)
- 2001: Mortal Transfer (Mortal transfert)
- 2005: Dolmen – Das Sakrileg der Steine (Dolmen; Fernsehserie, 6 Folgen)
- 2007: 3 amis
- 2011: Beur sur la ville
- 2020: I Love You Coiffure (Fernsehfilm)